# Szinlő-barlang
A Szinlő-barlang a Duna–Ipoly Nemzeti Parkban található Budai-hegységben, Biatorbágyon lévő egyik barlang.

## Leírás
A Szinlő-barlang bejárata a Biatorbágy külterületén lévő Gesztenyés kőfejtő (Országház kőfejtő) falának tövében található. A felhagyott kőfejtő a Biatorbágyot Sóskúttal összekötő műút K-i oldalán, Biatorbágytól D-re, kb. 1,5 km-re helyezkedik el. A kőfejtő falmagassága a Ny-i oldalon meghaladja a 20 m-t. Ezen a helyen, rendkívül nagy méretű, emberkéz által készített négyzetes szelvényű alagutak nyúlnak vízszintesen a kőzetbe. A kőfejtő É-i, kevésbé magas oldalán három barlang bejárata található, melyek közül kettő (Szinlő-barlang, Guillotine-barlang) bejárata közvetlenül egymás mellett nyílik. Az É-i barlangbejárat mögött látható a viszonylag szűk Szinlő-barlang.
A barlang középső miocén (szarmata) mészkőben (Tinnyei Formáció) lévő tektonikus repedés mentén keletkezett, tektonikus elmozdulás, kifagyásos aprózódás, omlás és korrózió miatt. Az egyszerű (hasadék) térformájú barlang vízszintes. Jellemző szelvénytípusa a hasadék. A hasadékbarlang aljzata majdnem vízszintesen halad, csak a bejárati részen lejt befelé, mely a felszínről bekerült kőtömbök, valamint egyéb törmelékanyagok miatt van. A hasadékot jelentős részben álfenék osztja ketté, melyet leszakadt, majd beszorult nagy kőtömbök képeznek. Képződmény nincs az üregben, a poros falakat pókfonadék lepi be néhány helyen.
A járatok szűk méretei miatt a barlangot kevesen látogatják, ezért szemét is kevés van benne. A barlangbejáratban sok avar van. A barlang részletesen felmért hossza 12 m, melyhez még legalább 3 m adódik. Előbbi hosszúság után a hasadék annyira elszűkül, hogy csak egy kisebb gyerek tudna átjutni rajta. A szűkület után lézeres távmérővel még 3 m-t lehetett tovább mérni, ahol úgy tűnik, hogy a járatszelvény kitágul. A könnyen megközelíthető, engedély nélkül látogatható barlang barlangjáró alapfelszerelés használatával járható.
1990-ben volt először Szinlő-barlangnak nevezve a barlang az irodalmában. A barlang nevét szinlőszerűen kipreparálódott rétegei miatt kapta, mely formák keletkezésében a korrózió bár szerepet játszott, de e formák genetikájuk miatt mégsem tekinthetők igazi szinlőknek.

## Kutatástörténet
Az Acheron Barlangkutató Szakosztály 1990. évi jelentése szerint a szakosztály tagjai 1990 júliusában átvizsgálták a Bolha-hegytől K-re található Gesztenyés kőfejtőt (Biatorbágy). Közvetlenül a Guillotine-barlang bejárata mellett van a szakosztály tagjai által elnevezett Szinlő-barlang bejárata. A Szinlő-barlang kb. 20 m hosszú, szűk hasadékbarlang. A barlang végpontján lévő kis teremhez egy egyenes folyosó vezet, amely felül egy szinlőszerű, gömb alakú csatornához kapcsolódik. Ez alapján a szakosztály szerint a barlang minden bizonnyal másodlagosan hidegvizes üreggé alakult hasadékbarlang. A végpontról intenzív huzat áramlik ki.
A tagok feltételezték a bejáráskor, hogy a barlang belecsatlakozik az egyik mesterséges táróba, de térképkészítés közben kiderült, hogy attól 20 m-re távolodik. A Guillotine-barlangtól és a Szinlő-barlangtól kb. 10 m-re van a Szilikózis-barlang bejárata. A kéziratba bekerült a Gesztenyés kőfejtő térképe. (A térképen jelölve van az É-i irány.) A térképet Szabó Zoltán készítette 1990-ben. A térképen megfigyelhető a Szinlő-barlang alaprajza és a másik két barlanghoz viszonyított elhelyezkedése is.
2005-ben Gazda Attila felmérte a barlangot, majd a felmérés felhasználásával 2005. március 20-án megszerkesztette a Szinlő-barlang (Biatorbágy) alaprajz térképét és 3 keresztmetszet térképét. Az alaprajz térképen, amelynek használatához a térképlapon fel van tüntetve az É-i irány, megfigyelhető a 3 keresztmetszet elhelyezkedése a barlangban. A Guillotine-barlang 2005-ben készült nyilvántartólapja szerint a Guillotine-barlang egyik része eléri azokat a porózusabb, mállékonyabb rétegeket, melyek a szomszédos Szinlő-barlangban is kimállottak, kialakítva a Szinlő-barlang névadó (ál)formáit. A lazább kőzetanyag egy része a Guillotine-barlangban is kipergett, kioldódott.
A Szinlő-barlang 2005. március 20-án, BTI kataszteri felvétel alapján készült nyilvántartólapja szerint a Szinlő-barlangnak (4710-es barlangkataszteri terület, Pest megye, Biatorbágy, Etyeki-dombság) kőfejtő sziklafala tövében van a bejárata. A barlangbejárat 1,3 m széles, 3,5 m magas, természetes jellegű, hasadék alakú és vízszintes tengelyirányú. A részletesen felmért barlang 12 m (plusz legkevesebb 3 m) hosszú, 4,5 m függőleges kiterjedésű, 3,5 m magas, 1 m mély és 12 m (plusz legkevesebb 3 m) vízszintes kiterjedésű.
Időszakosan csepegő víz jelenik meg az üregben. A barlangban szinlő figyelhető meg. Az üreg befoglaló kőzetanyaghoz kapcsolódó eleme a kiprepaládott rétegfej. Törmelékes, helyben keletkezett szervetlen kitöltése: omladék, kőzettörmelék, befoglaló kőzetből kimállott egyéb anyagok. A barlangbejárat közelében talaj, humusz fordul elő. Tematikus feldolgozás: térkép, fénykép, kataszter, leírás. Illetékes természetvédelmi hatóság: Duna–Ipoly Nemzeti Park. A könnyen megközelíthető barlang engedély nélkül, barlangjáró alapfelszerelés használatával járható, de néhány járata járhatatlan. A gyakorlatilag érintetlen barlang aljzata taposott. Kapcsolódó dokumentumok: térkép.